# Only One Word Comes to Mind
Only One Word Comes to Mind is een nummer van de Schotse rockband Biffy Clyro uit 2005. Het is de vierde en laatste single van hun derde studioalbum Infinity Land.
"Only One Word Comes to Mind" gaat over de complexiteit van relaties en het allesverslindende verlangen naar een specifiek persoon. Het nummer werd een bescheiden hit in het Verenigd Koninkrijk, waar het de 27e positie bereikte. In het Nederlandse taalgebied deed de plaat niets in de hitlijsten.

## Tracklijst
- Cd-single

1. "Only One Word Comes To Mind (radioversie)" – 3:11
2. "Drown In A Natural Light" – 4:09
3. "Gently"  – 3:53

- 7"

1. "Only One Word Comes To Mind (Radio Edit)" – 3:11
2. "Tradition Feed" – 1:04